# Устюжна

Міське поселення «місто Устюжна» на карті району

Устюжна (рос. Устюжна) — місто в Росії, адміністративний центр Устюженського району Вологодської області, що розташоване на обох берегах річки Молога за 244 км (автошляхами) на захід від Вологди, за 54 км від залізничної станції у місті Пестово. Центр міста розташовано на правому, південному березі, на західній околиці міста у Мологу впадає права притока Іжина, а в центрі міста річка Ворожа.
Утворює міське поселення «Місто Устюжна».

## Історія

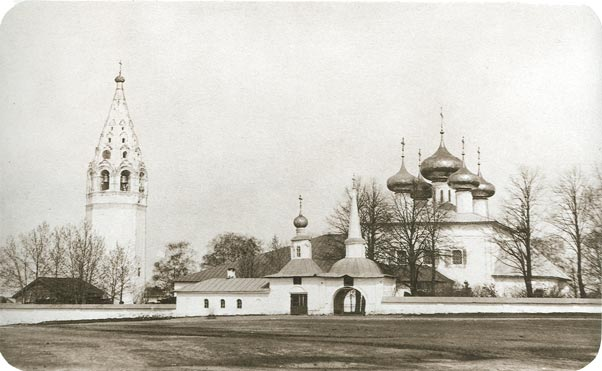
Собор Різдва Богородиці

Вперше місто згадується в Углицькому літописі 1252 року під назвою Устюг-Желєзний, що пов'язано з розташуванням міста на Залізному полі, місцевості, що багата болотною залізною рудою та пов'язано з початком розвитку металургії на Русі. Назву Устюг-Железный (або Железный устюг) місто носило в 13-16 ст..
Історичним центром міста є городище, побудоване на березі Мологи, в гирлі річки Іжини, що впадає в неї, що і визначило назву поселення:Усть-Іжина—Устюжна або Устюжна Желєзопольська.
У XVI сторіччі Устюжна, з населенням близько 6000 осіб, стає найбільшим центром металообробки та зброярської справи Московії.
У середині XVI століття Устюжна стає в один ряд з такими великими торгово-промисловими центрами, як Новгород, Псков, Твер, Рязань, Ладога тощо. Уже в 1544 місто отримує митну грамоту від імені Івана IV Грозного.
До кінця XVI століття місто сильно змінилося. В 1597 посад за кількістю дворів запустів майже на 70 відсотків, а чисельність населення скоротилася приблизно в 3 рази. Основними причинами був мор та події в країні — Лівонська війна, опричнина, розорення Новгорода та північно-західних земель і, як наслідок, господарська криза.
У Смутний час жителі міста боролися проти інтервентів. Місто кілька разів зазнало нападів, але жодного разу не було захоплено.
У XVII столітті, Устюжна другий (після Тули) центр російської металургії та зброярської справи у Московії.

В 1702—1714 роках, за вказівкою Петра I, у місті було побудовано Іжинський збройовий завод, що отримав державне замовлення на забезпечення армії зброєю (виготовляв гармати, пищалі, мушкети, гарматні ядра та ін.). 

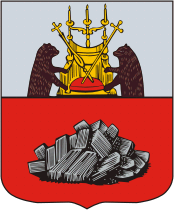
Герб (1781)

З 1727 Устюжна входить до складу Новгородської губернії, з 1738 — повітове місто Устюженського повіту.
В 1781 спеціальна «Комісія для будівель», розробила план забудови міста. Герб міста було затверджено Катериною II — 16 серпня 1781 року. У другій половині XVII століття почалося кам'яне будівництво, і до 1870 у місті налічувалося вже 13 кам'яних церков, що значно змінило вигляд міста.

## Пам'ятки
Місто включено до списку історичних міст, багатих пам'ятками історії та культури.
У місті діє Устюженський краєзнавчий музей (колишній собор Різдва Богородиці) в якому представлені давньоруський іконопис — п'ятиярусний іконостас кінця XVII століття з 95 іконами, виконаними московськими майстрами з майстерень Оружейної Палати (серед них були Тихон Філатьєв та Кирило Уланов — одні з найвідоміших російських живописців того часу); російський живопис 18-20 століть, у тому числі твори І. К. Айвазовського, Б. М. Кустодієва; місцеве декоративно-прикладне та народне мистецтво, різьба по дереву 17-18 століть, литво 18-19 століть, вишивка XIX — початку XX століття, фаянсові вироби 2-ї половини XIX століття тощо.

### Храми Устюжне
- Собор Різдва Богородиці (нині Краєзнавчий музей) (1685—1690 рр.);
- Казанська церква (1694 р.) з шатровою дзвіницею (1764—1767 рр.);
- Благовіщенська церква (1762 р.);
- Воскресенська церква (1771 р.);
- Покровська церква (1780 р.) на лівому березі Мологи;
- Успенська церква (1781 р.) на лівому березі Мологи;

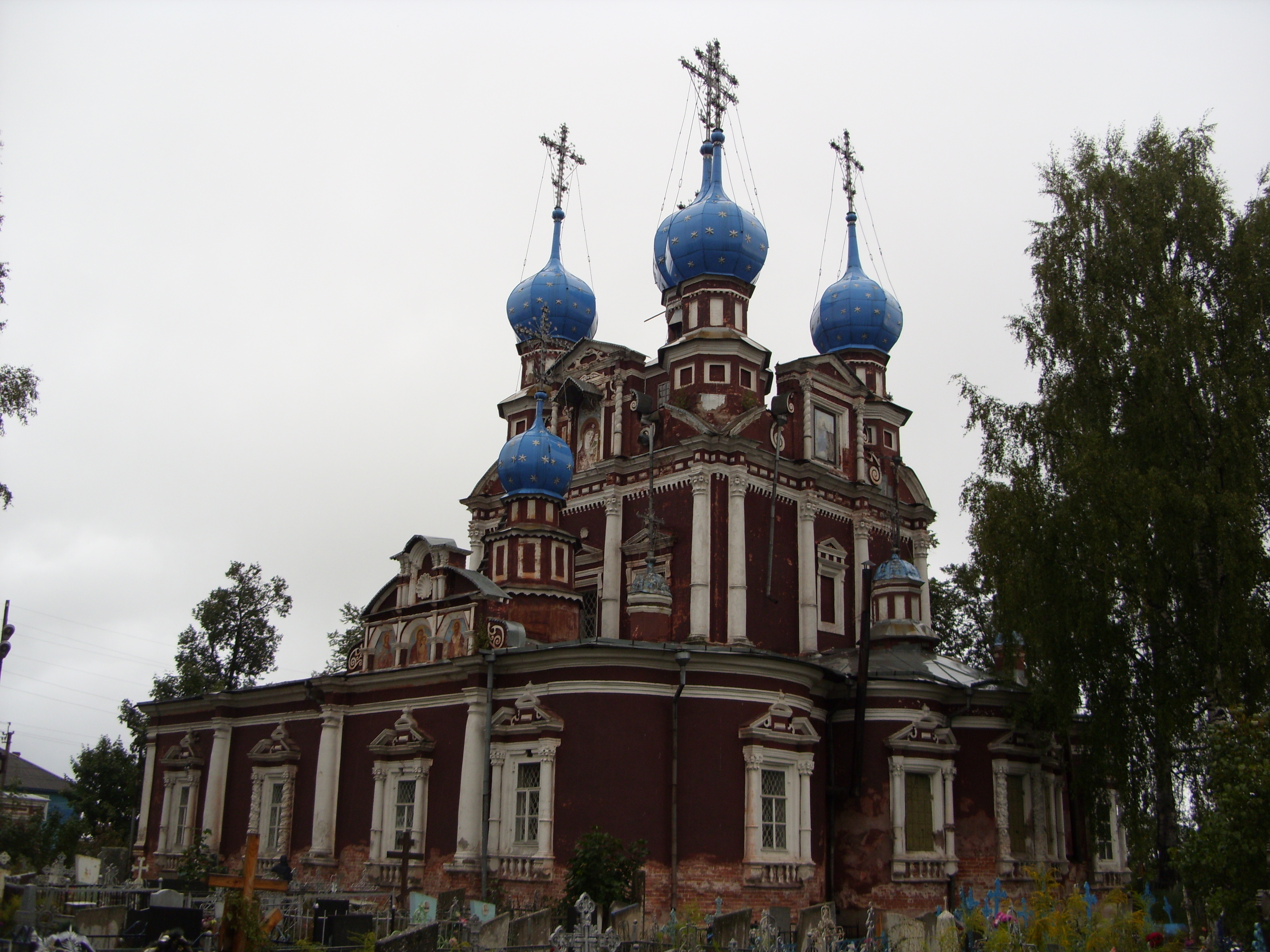
Казанська церква
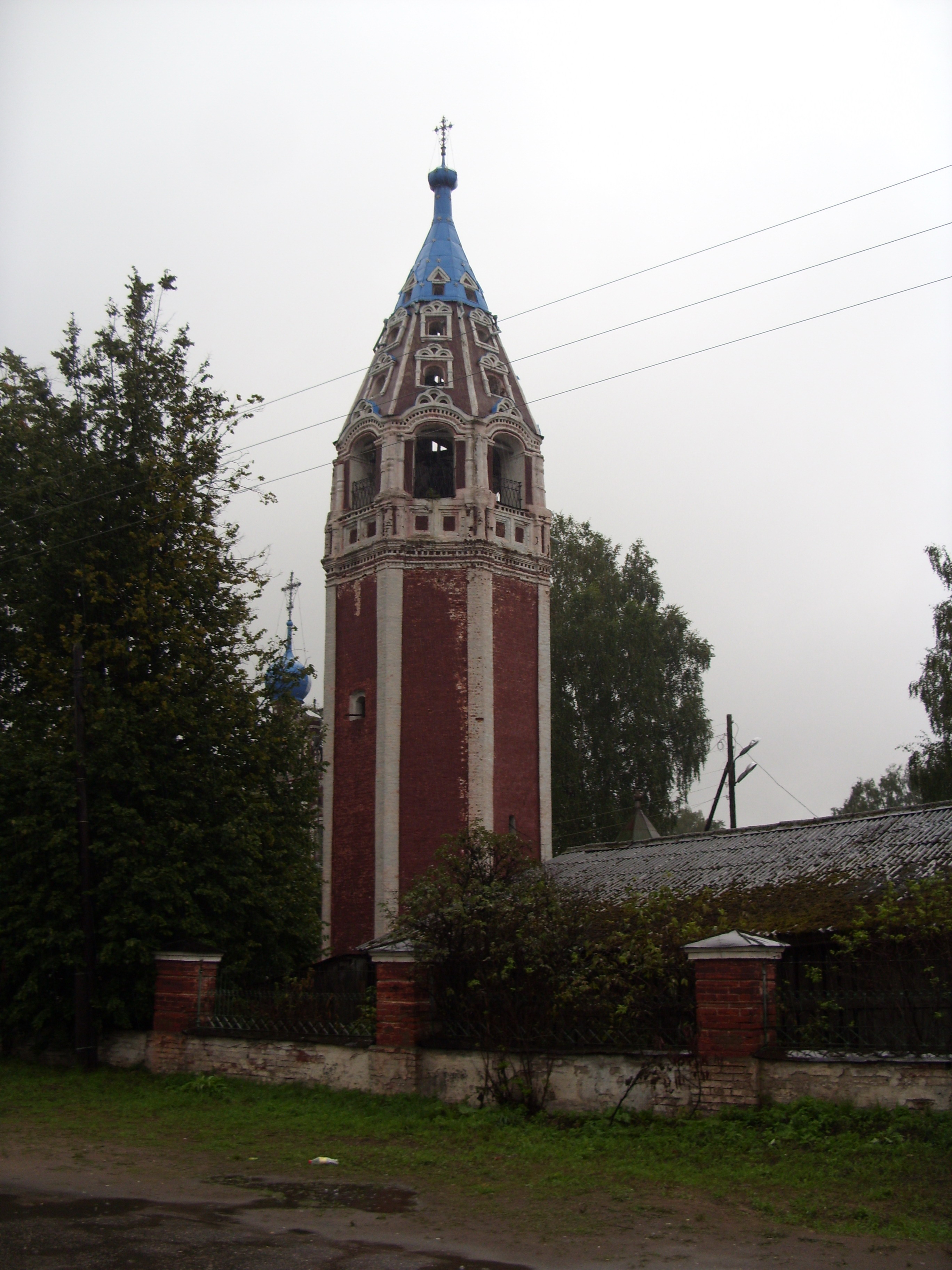
Дзвіниця Казанської церкви
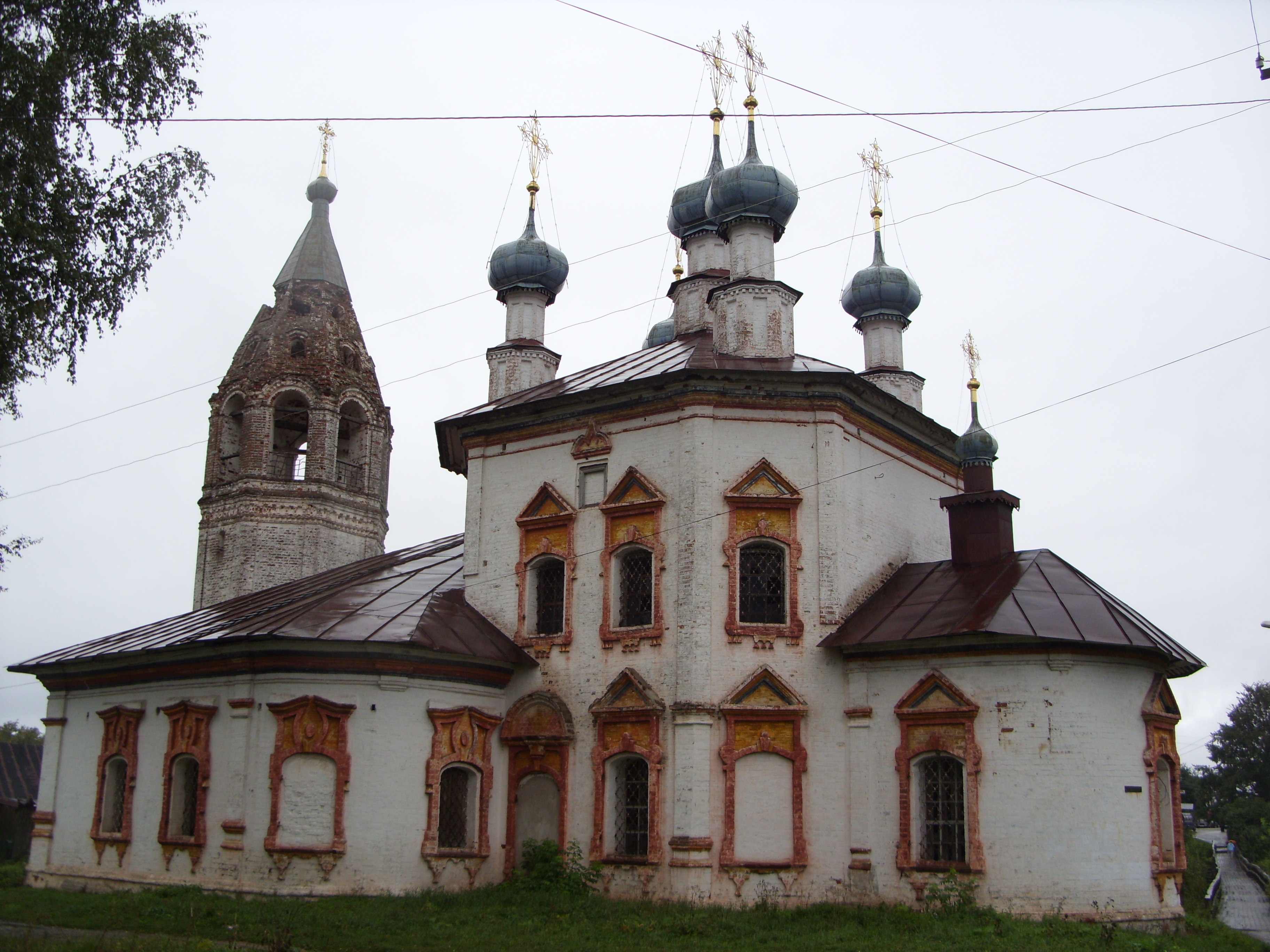
Церква Благовіщення Пресвятої Богородиці
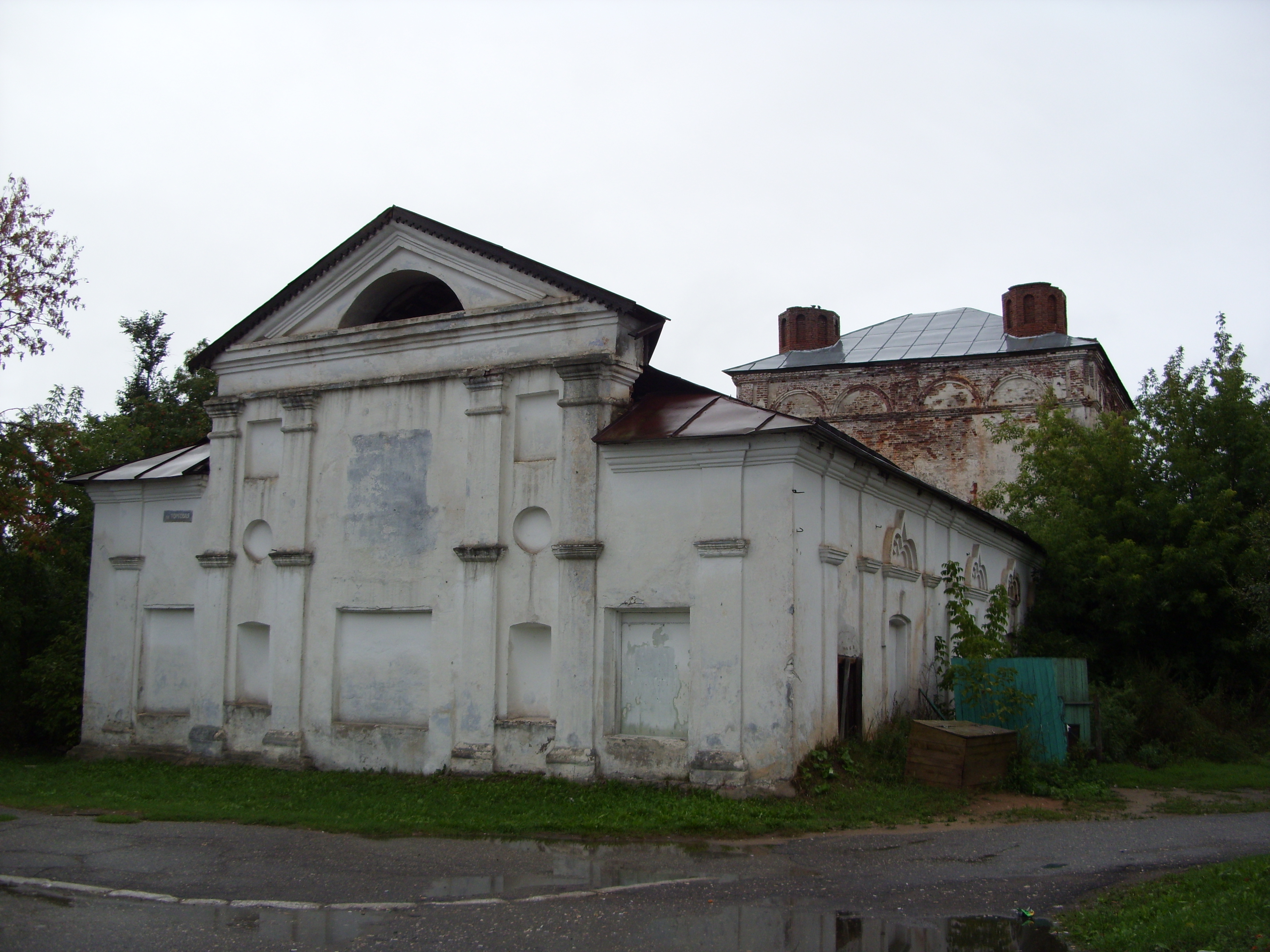
Церква Воскресіння Христова
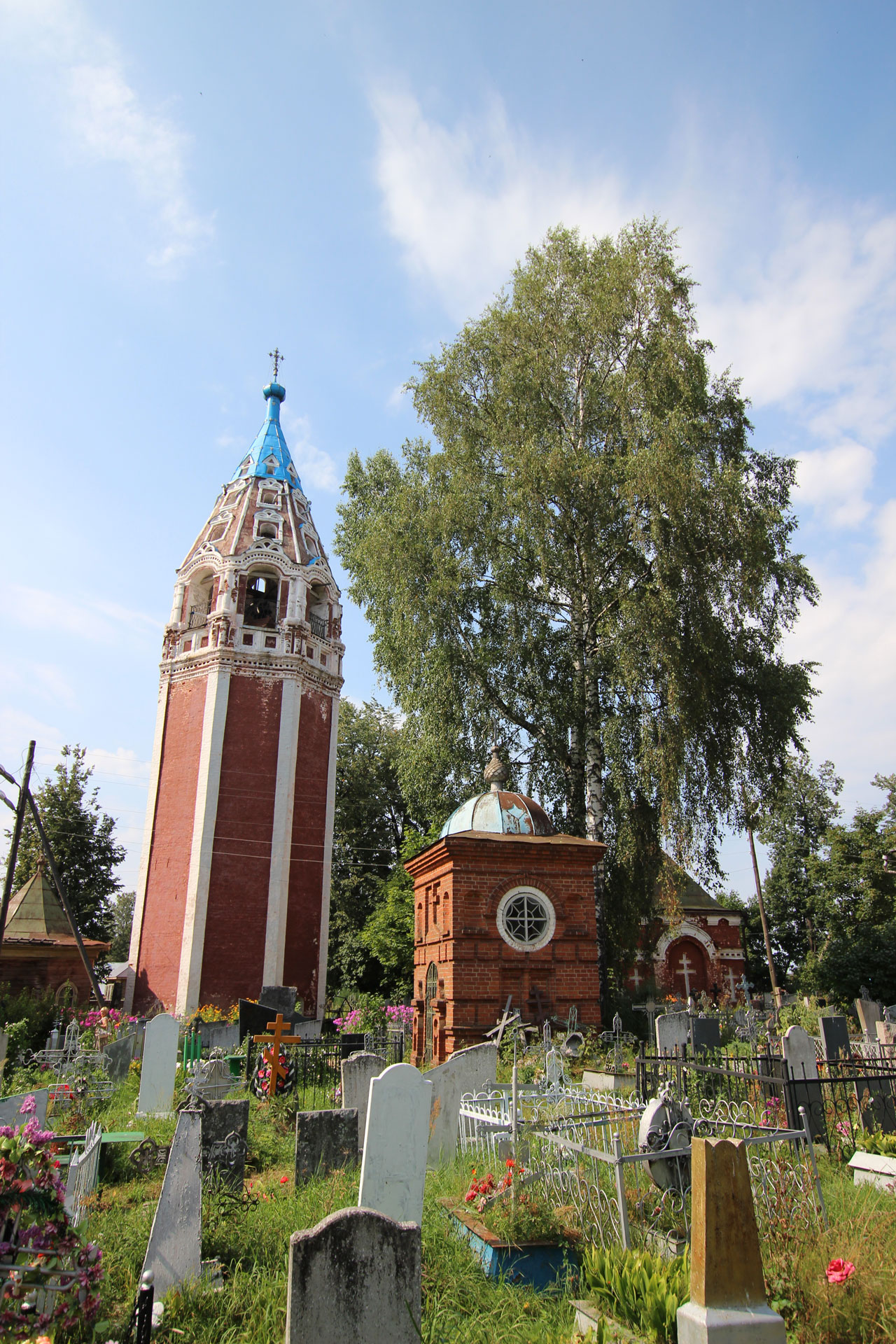
Дзвіниця Казанської церкви
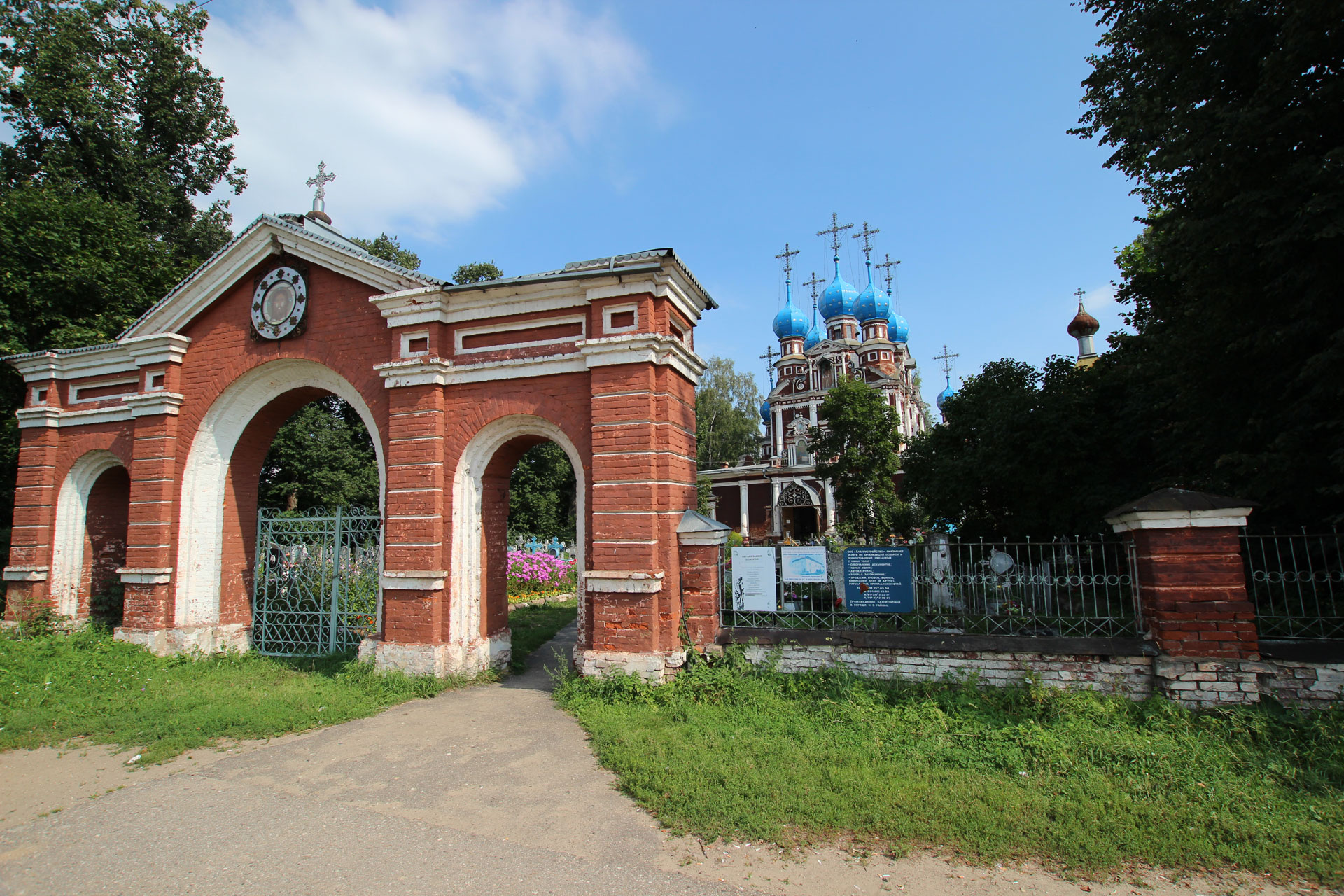
Казанська церква, ворота
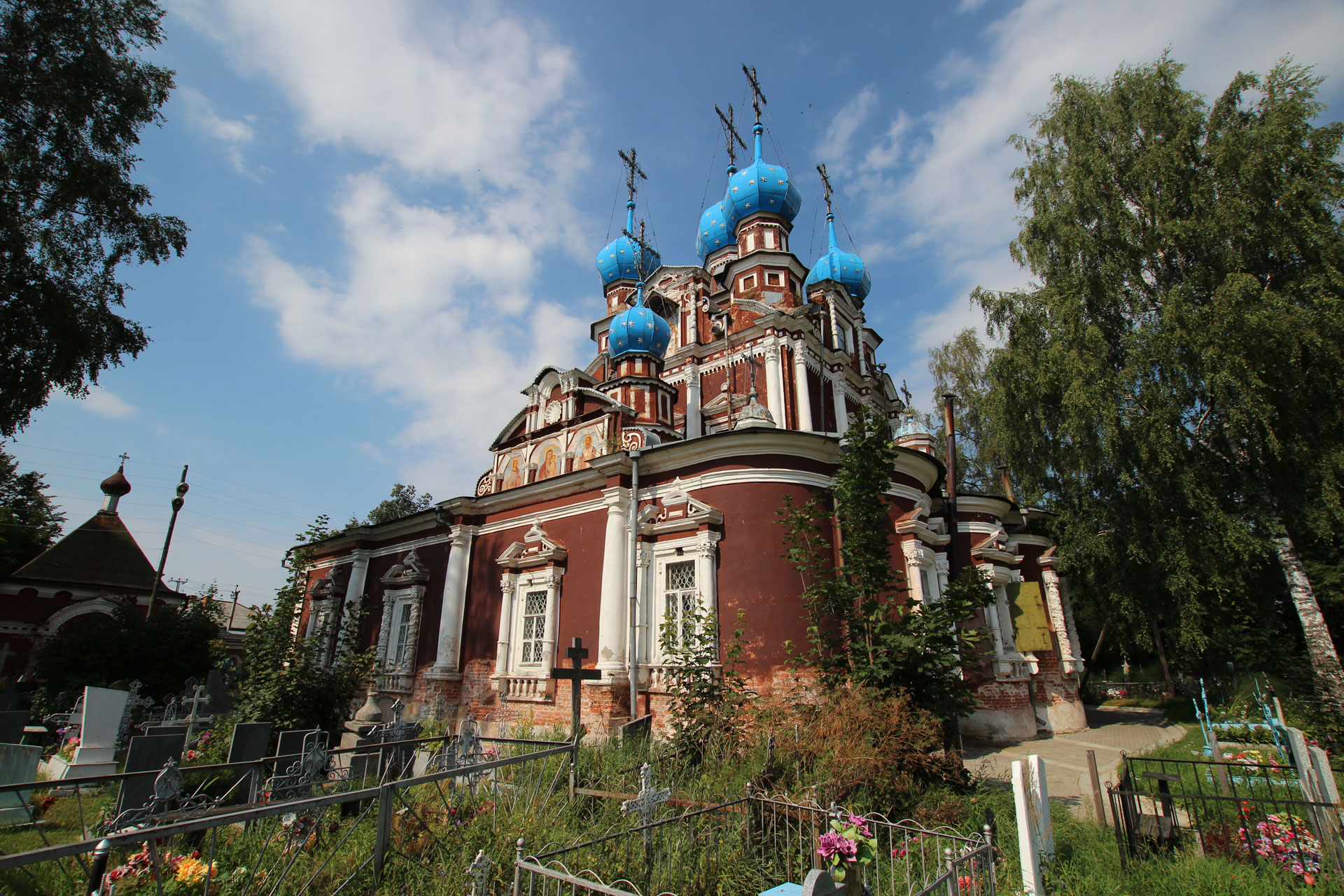

## Устюжна в художній літературі
Устюжна — батьківщина героїв Гоголівського «Ревізора».

## Міста-побратими
Устюжна є містом-побратимом для міст:
- Каннус (фін. Kannus) (1995)
- Бежецьк (2005)

## Галерея

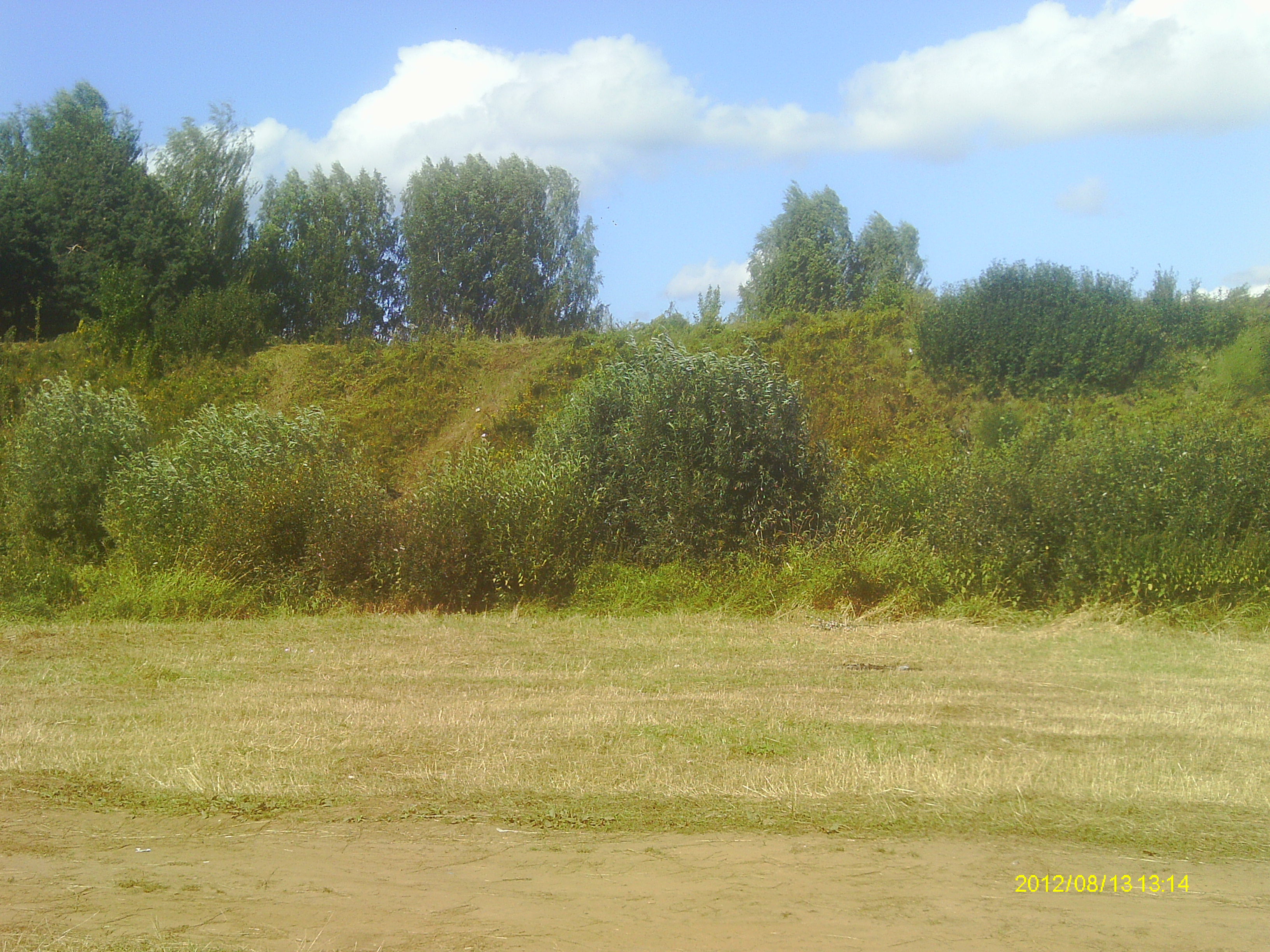
Устюженське городище  (2012)
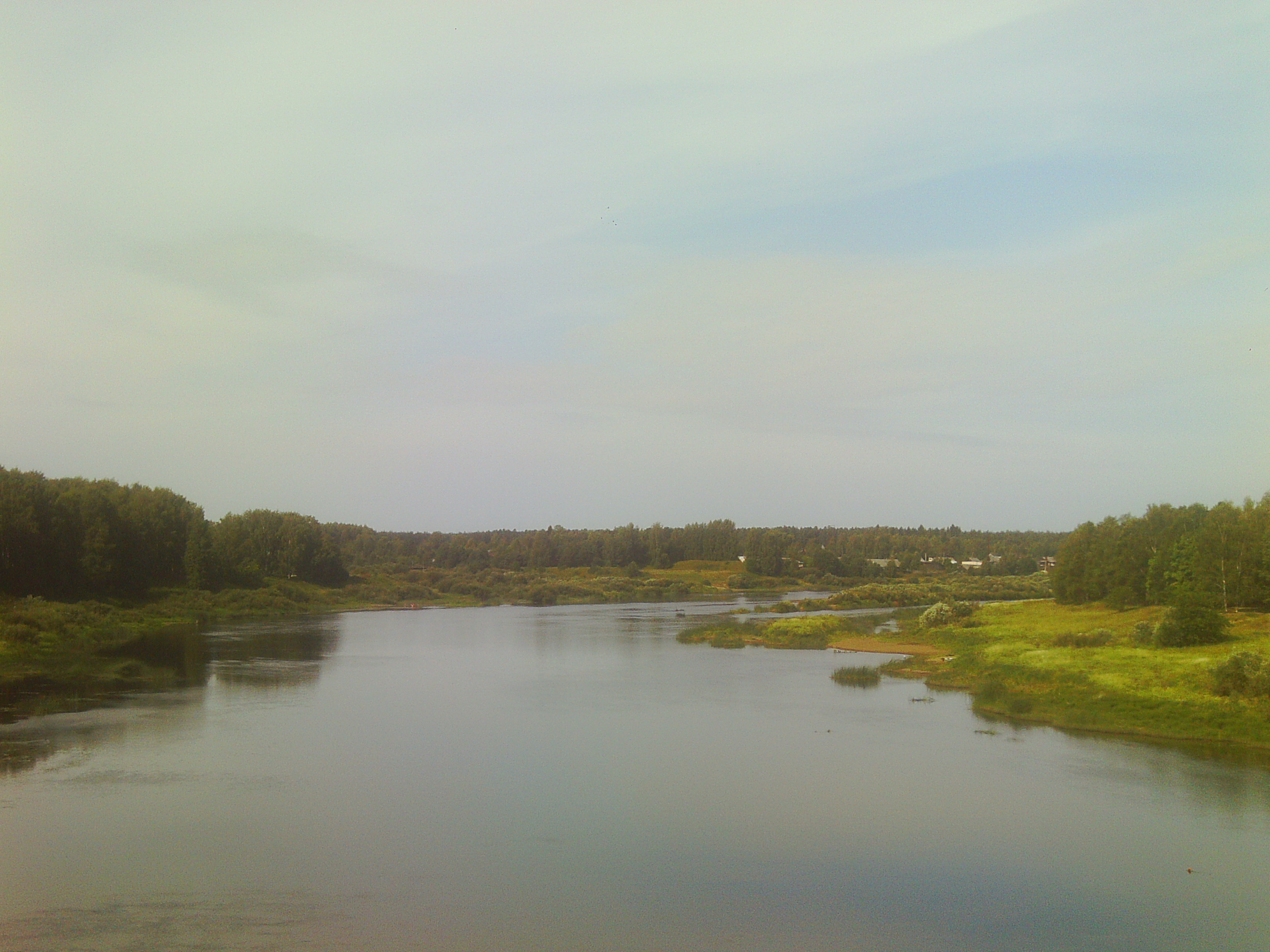
Вид з мосту вгору за течією Мологи
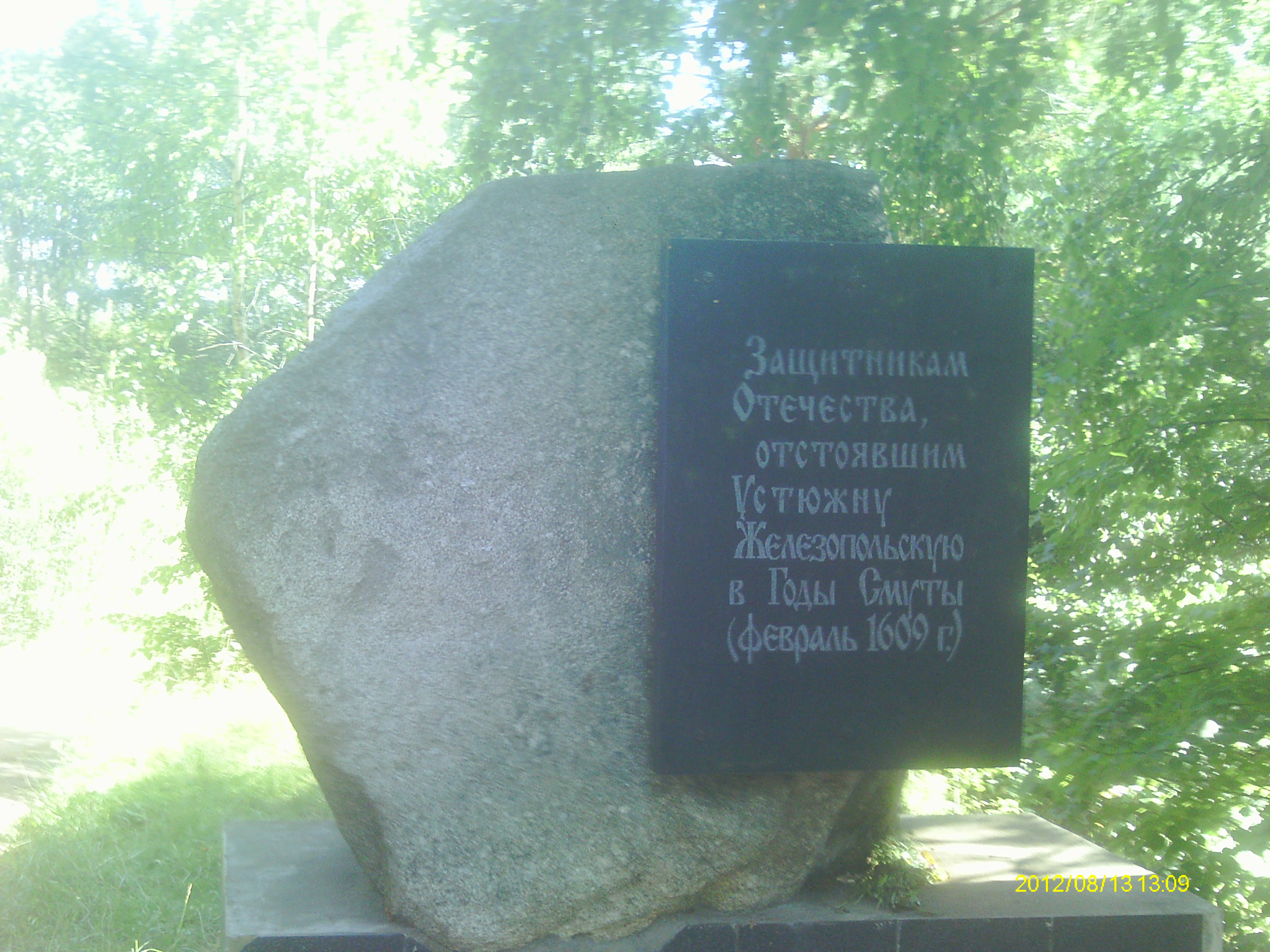
Пам'ятник "Захисникам Вітчизни 1609"
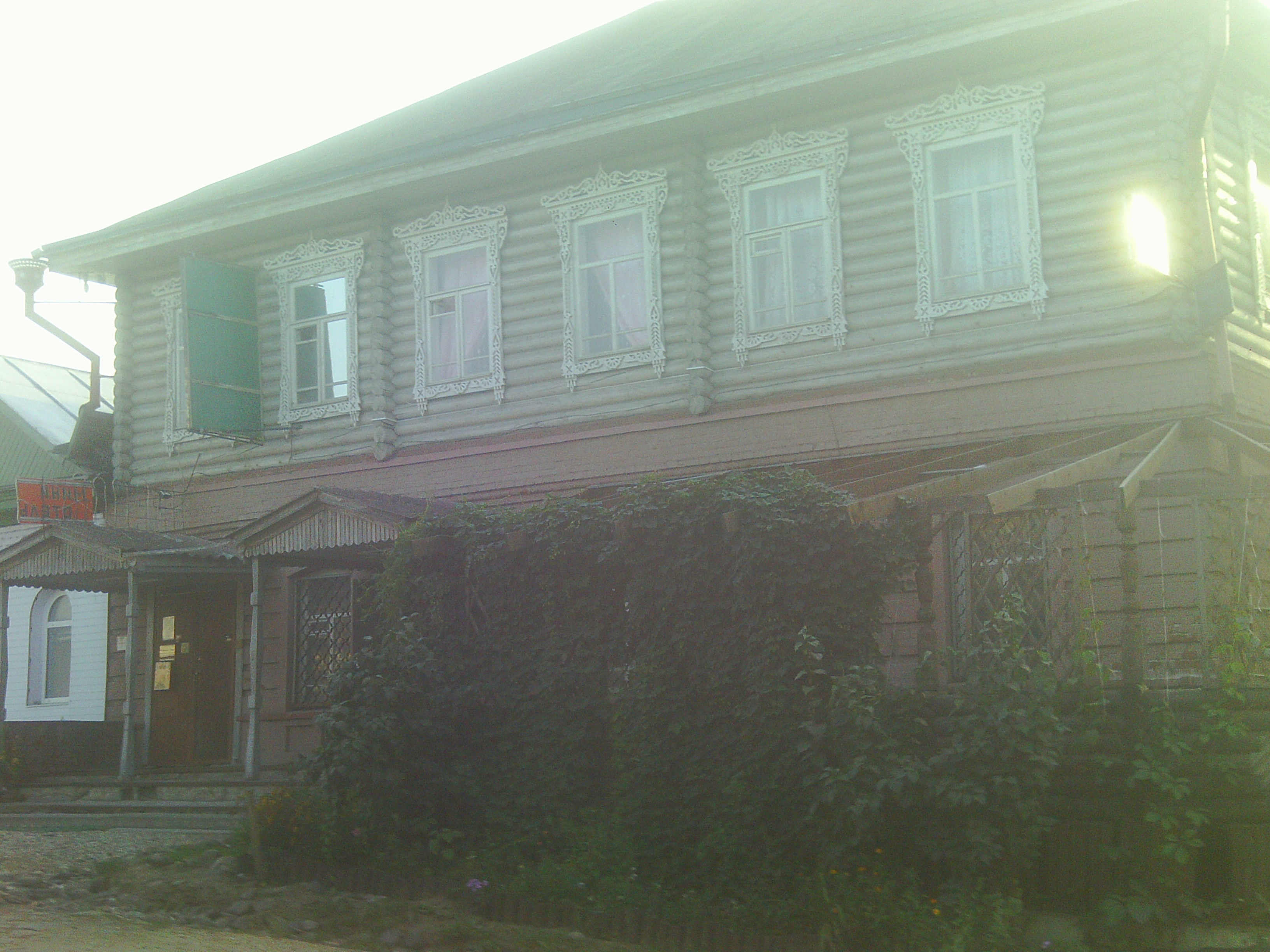
Міні-отель  (2012)
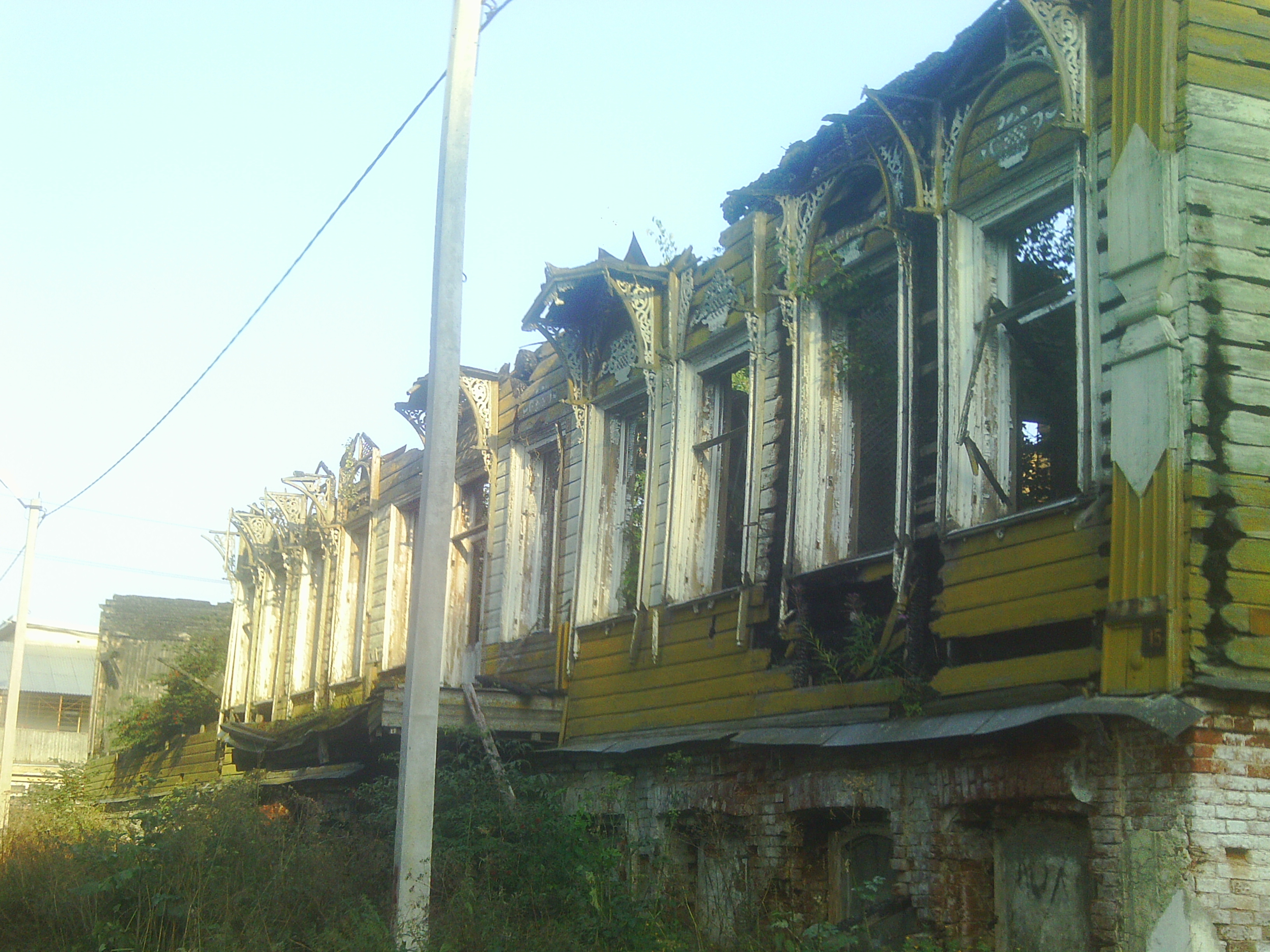
Згорілий будинок Курбатова (навпроти міні-отелю)
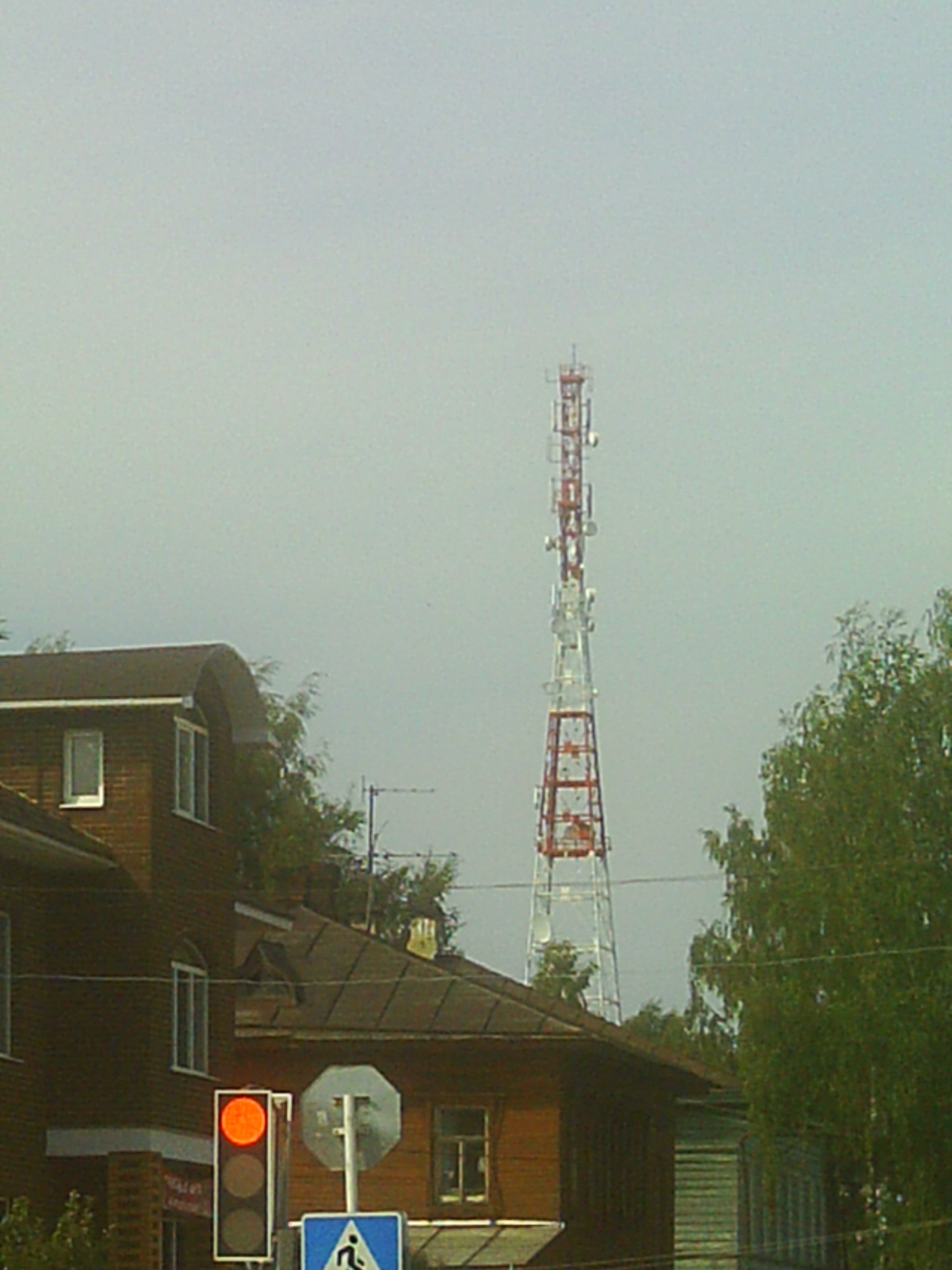
Телевежа (вид з вулиці Леніна; 2012)
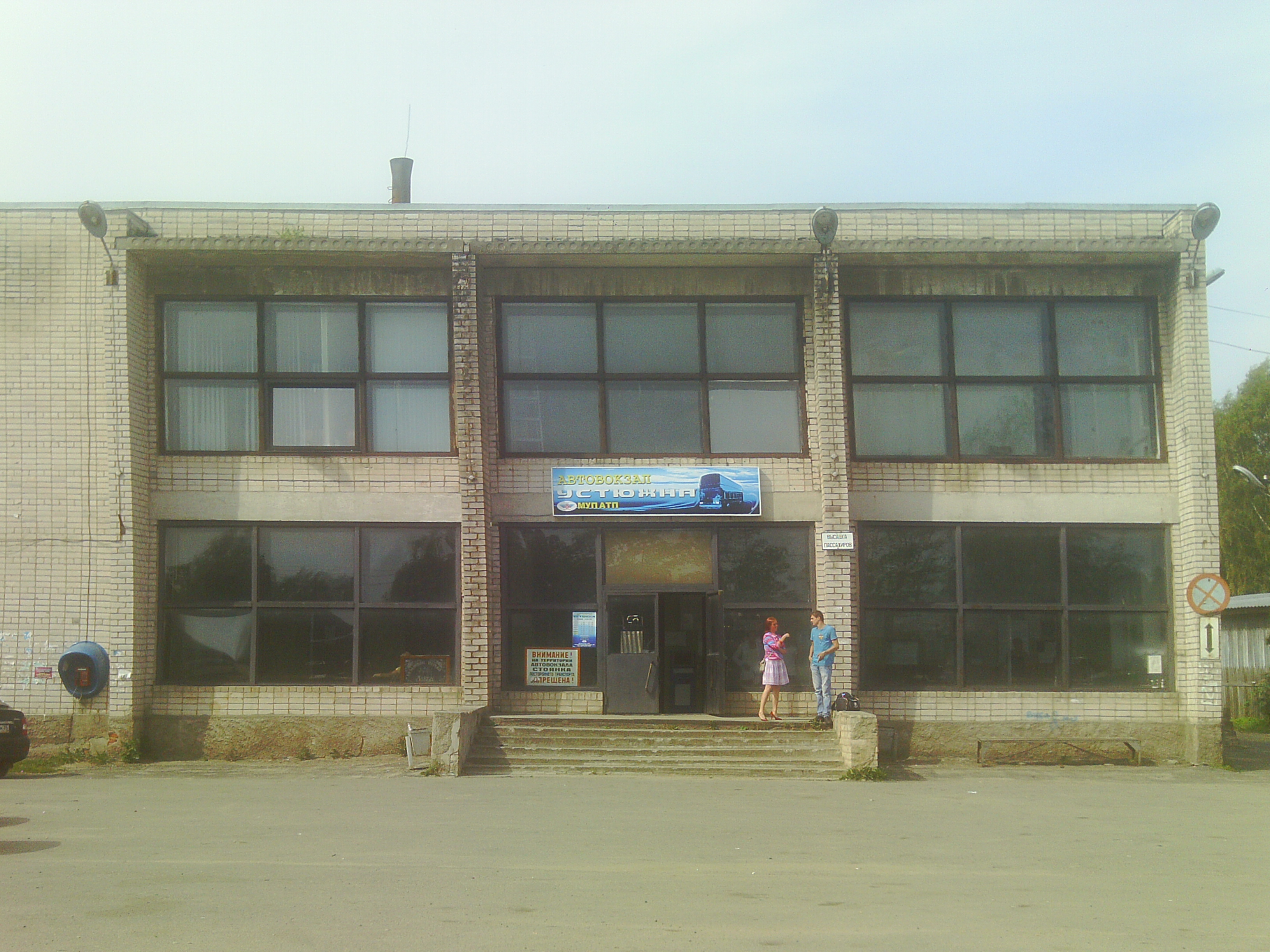
Автостанція Устюжне 2012 року
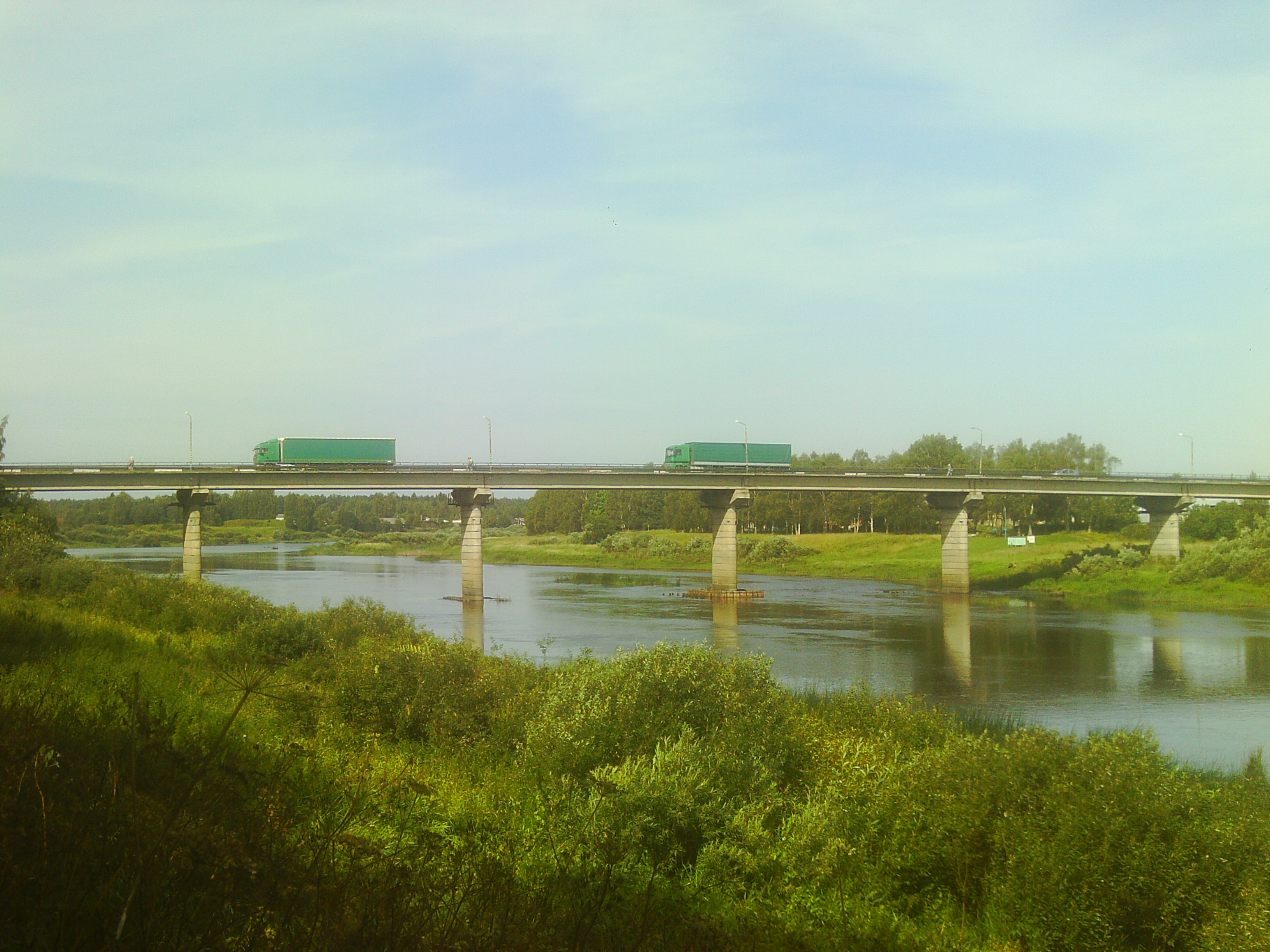
Міст через Мологу
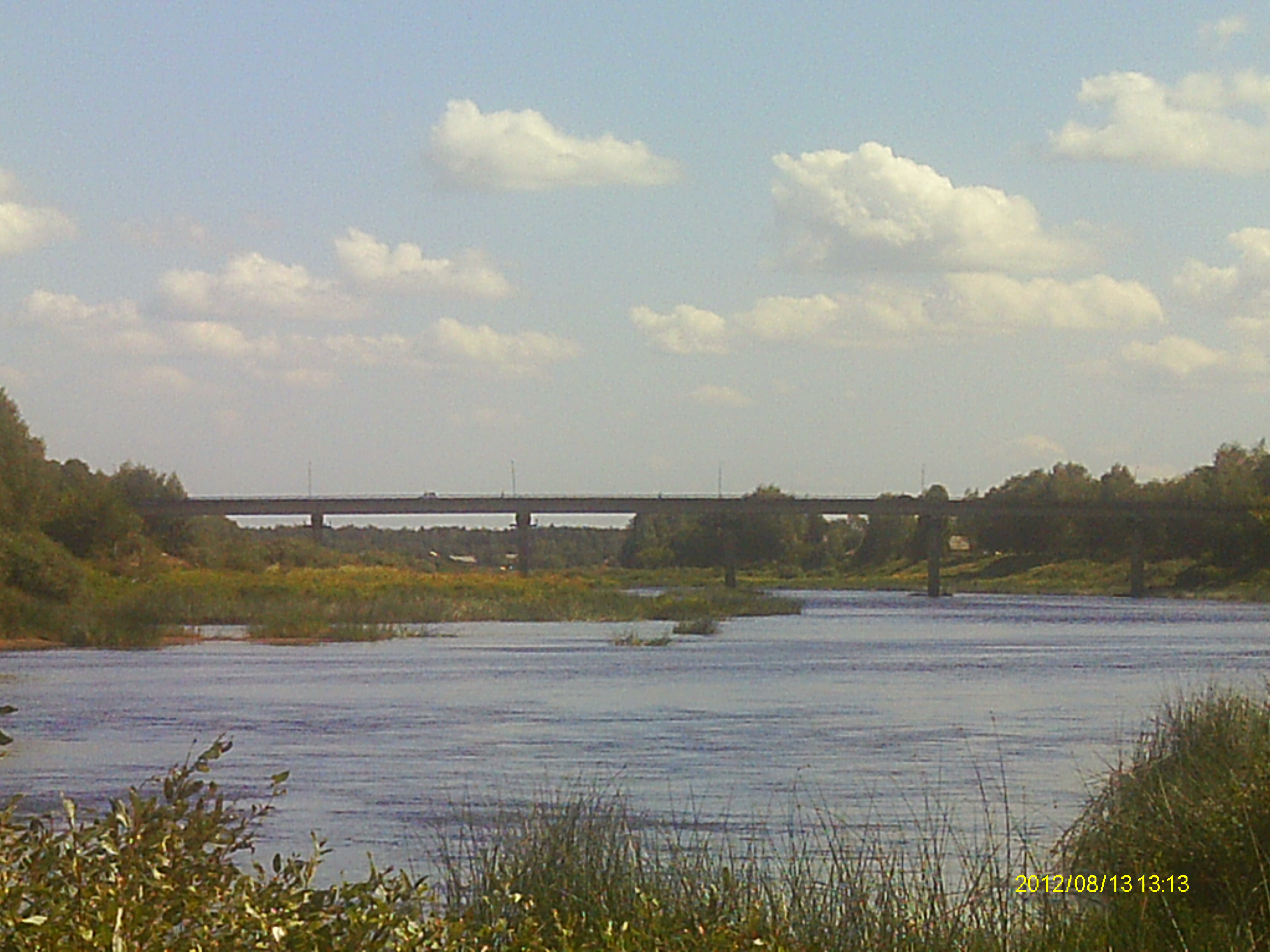
Вид на Мологу від підніжжя городища
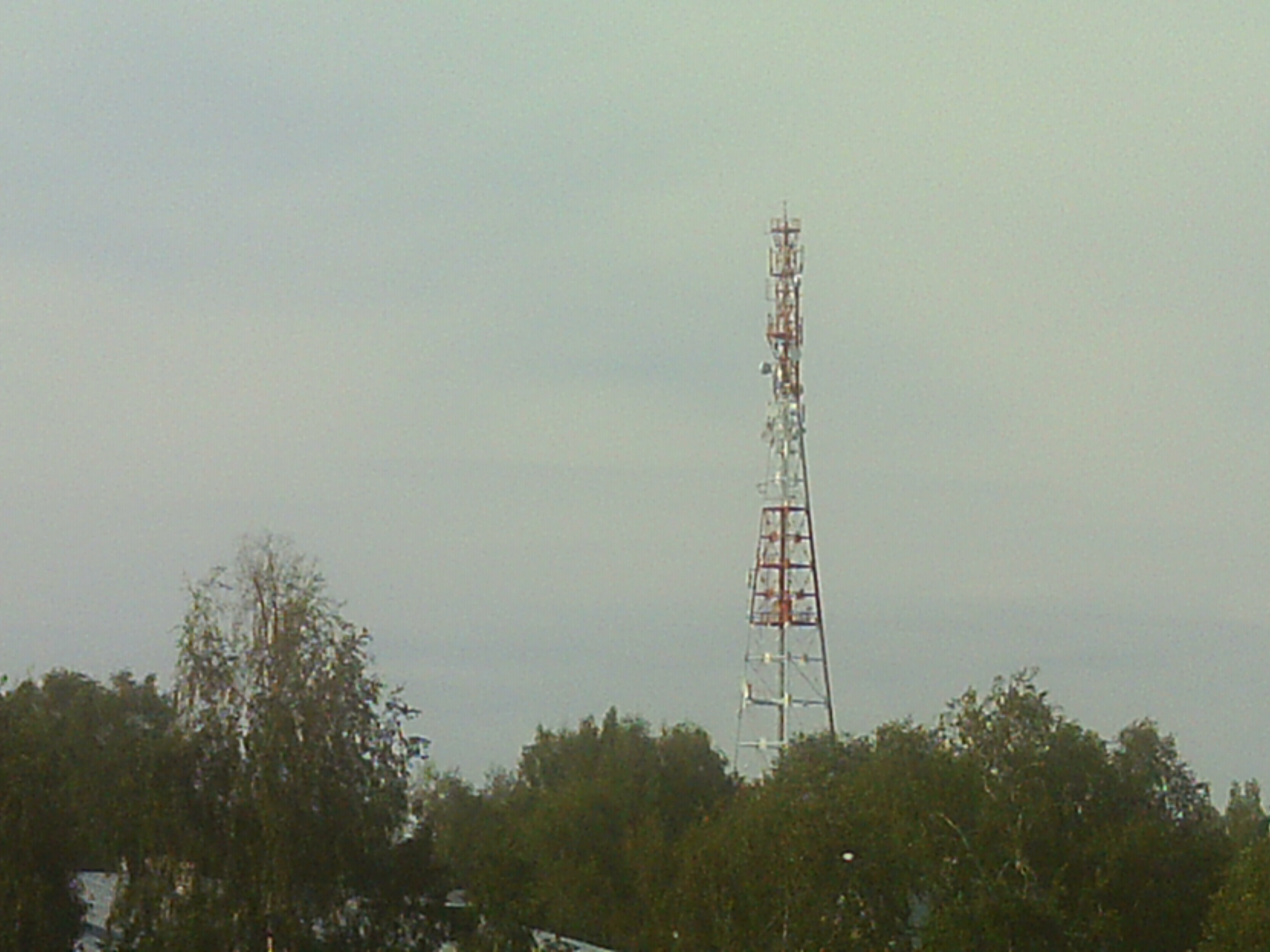
Радіомаяк авіації Північного флоту